# Paramorariopsis anae
Paramorariopsis anae је животињска врста класе Crustacea која припада реду Harpacticoida и фамилији Canthocamptidae. 

## Угроженост
Ова врста се сматра рањивом у погледу угрожености врсте од изумирања.

## Распрострањење
Словенија је једино познато природно станиште врсте.

## Станиште
Станиште врсте су слатководна подручја.